# Lemvig Gymnastikforening
Lemvig Gymnastikforening eller LGF) er en idrætsforening i Lemvig, som har fodbold, gymnastik, volleyball, dans, atletik og bordtennis på programmet. Foreningen blev stiftet i 1878 og er dermed en af Danmarks ældste idrætsforeninger. Lemvig Gymnastikforening af 1878, i daglig tale kaldet LGF, har hjemme i Lemvig by på adressen Vesterled 2, 7620 Lemvig.

## Formænd
Kilde
- 2023- Jens Lind Christiansen
- 2017-2023 Hanne Sig Weibel
- 2012-2017  Lars Madsen
- 2010-2012 Bent Gjerulff
- 2008-2010 Jørgen Christensen
- 2005-2008 Torben Jakobsen
- 2004-2005 Per Gundersen
- 1990-2004 Erling Jensen
- 1988-1990 Ole Christensen
- 1983-1988 Erling Jensen
- 1982-1983 Finn Brandi
- 1977-1982 Kurt Christensen
- 1973-1977 Laurits Østergaard
- 1967-1973 Erhard Gjerløw
- 1966-1967 Jørgen Knudsen
- 1964-1966 Charles Jørgensen
- 1960-1964 Hagen Nielsen
- 1957-1960 Erhard Eriksen
- 1956-1957 Christian Lilleøre
- 1953-1956 Harald Jensen
- 1952-1953 Knud Madsen
- 1950-1952 Peder Pedersen
- 1948-1950 Knud Madsen
- 1939-1948 Harald Jensen
- 1929-1939 Albert Honoré
- 1919-1929 Magnus Holm
- 1918-1919 ? Olsen
- 1917-1918 Magnus Holm

## Fodbold
Lemvig GF's herreseniorfodboldhold spiller i Serie 2, Danmarks niende bedste fodboldrække.

### Kendte fodboldspillere
(Disse spillere er tidligere spillere fra ungdomsholdene)
- Mikkel Kallesøe
- Victor Torp
- Tobias Mølgaard
- Morten Skoubo
- Iver Schriver
- Søren Krogh